# Kimberly-Clark de México
Kimberly-Clark de Mexico — мексиканская компания, производитель средств личной гигиены, включая одноразовые подгузники, гигиенические прокладки, салфетки, туалетную бумагу и моющие средства. Компания основана в 1925 году, с 1955 года была дочерней структурой американской корпорации Kimberly-Clark. Штаб-квартира находится в Мехико.

## История
В 1925 году в Наукальпане (пригороде Мехико) была открыта бумажная фабрика и основана компания Compania Papelera La Aurora. В 1955 году американская корпорация Kimberly-Clark приобрела в ней 90 % акций. В 1959 году были выкуплены оставшиеся 10 % акций, и компания была переименована в Kimberly-Clark de México (KCM). В 1961 году часть её акций была размещена на Мексиканской фондовой бирже. К 1973 году, в результате государственной программы мексиканизации предприятий, доля американской Kimberly-Clark в Kimberly Clark de Mexico сократилась до 43 %, вторым по значимости акционером стал мексиканский банк развития Nacional Financiera; несмотря на это, мексиканская компания продолжала использовать бренды и технологии американской корпорации.
В 1968 году в городе Орисаба (штат Веракрус) была открыта новая бумажная фабрика, к 1970 году Kimberly-Clark de México стала крупнейшим производителем бумаги в Мексике. В 1974 году компания начала выпуск одноразовых подгузников под брендом Kleen-Bebe, в следующем году выручка Kimberly-Clark de México впервые превысила 100 млн долларов. В 1977 году была открыта третья фабрика, полностью посвящённая производству потребительских товаров, она была построена в муниципалитете Тлальнепантла-де-Бас (штат Мехико). В 1981 году также в столичном регионе была открыта вторая фабрика потребительских товаров, в том же году начала работу целлюлозно-бумажная фабрика в Сан-Хуан-дель-Рио (Керетаро). В 1983 году компания начала экспорт продукции, в основном в США; из 500 млн долларов выручки в 1987 году на экспорт пришлось 90 млн долларов. В 1993 году была открыта фабрика в Рамос-Ариспе (штат Коауила) по производству одноразовых подгузников; в этом году выручка компании достигла 1 млрд долларов. По оценке на 1994 год компания имела 50 % рынка Мексики по гигиеническим изделиям из целлюлозы, 66 % рынка салфеток, 90 % рынка школьных тетрадей и 100 % рынка сигаретной бумаги. В 1995 году была открыта фабрика в городе Тласкала-де-Хикотенкатль. Также в 1995 году американская корпорация Kimberly-Clark поглотила Scott Paper Company, у которой был мексиканский филиал Compania Industrial de San Cristobal (Crisoba),. В 1996 году произошло слияние Kimberly-Clark de Mexico с Crisoba в сделке стоимостью 1,4 млрд долларов; это добавило к производственным мощностям ещё 4 фабрики, из них 2 в пригородах Мехико.
В 2006 году подразделение промышленной продукции (различных типов бумаги) было выделено в самостоятельную компанию Grupo Papelero Scribe.

## Собственники и руководство
С 1973 года председателем совета директоров является Клаудио Хавьер Гонсалес Лапорте (Claudio Xavier González Laporte, род. 22 мая 1934 года). Окончил Стэнфордский университет, входил в советы директоров ряда американских и мексиканских компаний, включая Kimberly-Clark, General Electric, Kellogg’s, Grupo Alfa, Grupo Carso и Grupo México. Его называли самым близким советником президента Карлоса Салинаса.
Его сын, Пабло Роберто Гонсалес Гуахардо (Pablo Roberto Gonzalez Guajardo), занимает пост генерального директора (CEO).

## Деятельность
Kimberly-Clark de Mexico производит одноразовые подгузники, гигиенические прокладки, бумажные полотенца, туалетную бумагу, твёрдое и жидкое мыло. Основными брендами компании являются Huggies, KleenBebé, Kleenex, Evenflo, Pétalo, Suavel, Cottonelle, Depend, Kotex Escudo и Blumen.
Подразделения по состоянию на 2023 год:
- потребительские товары — производство товаров для продажи через розничные сети, 82 % выручки;
- профессиональные товары — товары для профессионального применения, 9 % выручки;
- экспорт — товары, предназначенные на экспорт, в основном в США, 9 % выручки.